# Trofeo Alfredo Binda - Comune di Cittiglio 2012
Il Trofeo Alfredo Binda - Comune di Cittiglio 2012, trentasettesima edizione della corsa, valevole come seconda prova della Coppa del mondo di ciclismo su strada femminile 2012, si svolse il 25 marzo 2012 su un percorso di 131,2 km, con partenza da Laveno-Mombello e arrivo a Cittiglio, in Italia. La vittoria fu appannaggio dell'olandese Marianne Vos, la quale completò il percorso in 3h16'28", alla media di 40,132 km/h, precedendo l'italiana Tatiana Guderzo e la tedesca Trixi Worrack.
Sul traguardo di Cittiglio 74 cicliste, su 79 partite da Laveno-Mombello, portarono a termine la competizione.

## Percorso
La presentazione della corsa fu a Cittiglio, in Piazzale Alfredo Binda, mentre la partenza ufficiale, dopo sei km di trasferimento, avvenne a Laveno-Mombello. Dopo il via le atlete si diressero a nord fino a Luino, e poi verso est fino a Cunardo, prima del rientro a Cittiglio, via Brinzio. Proprio intorno a Cittiglio le partecipanti percorsero per quattro volte un anello di 17,3 chilometri, attraversando anche Cuveglio e Gemonio. Principale asperità del circuito finale fu l'ascesa di Orino, 3 chilometri al 5,6% di pendenza media e vetta a 430 m s.l.m.. Gli ultimi 400 metri prima del traguardo di Cittiglio furono in leggera salita.

## Squadre e corridori partecipanti
Partecipano alla competizione 28 squadre, 24 di categoria Women's, tra esse tutte e nove le formazioni italiane, e quattro rappresentative nazionali. Ogni squadra è composta al più da sei atlete; al via sono in totale presenti 164 atlete, un record per questa competizione, di 29 nazionalità differenti.
| N.    | Cod. | Squadra                     |
| ----- | ---- | --------------------------- |
| 1-6   | LNL  | AA Drink-Leontien.nl        |
| 7-12  | RBW  | Stichting Rabo Women        |
| 13-18 | SLU  | Team Specialized-Lululemon  |
| 19-24 | GEW  | GreenEDGE-AIS               |
| 25-30 | HPU  | Hitec Products-Mistral Home |
| 31-36 | DPZ  | Diadora-Pasta Zara          |
| 37-42 | BPK  | BePink                      |
| 43-48 | FHT  | Faren-Honda Team            |
| 49-54 | RVL  | RusVelo                     |
| 55-60 | LBL  | Lotto-Belisol Ladies        |
| 61-66 | DLT  | Dolmans-Boels Cycling Team  |
| 67-72 | MCG  | MCipollini-Giambenini       |
| 73-78 | VAI  | Vaiano-Tepso                |
| 79-84 | KLT  | Kleo Ladies Team            |

| N.      | Cod. | Squadra                |
| ------- | ---- | ---------------------- |
| 85-90   | MIC  | SC Michela Fanini-Rox  |
| 91-96   | GSD  | Team GSD Gestion       |
| 97-102  | FUT  | Vienne Futuroscope     |
| 103-108 | NXX  | Abus-Nutrixxion        |
| 109-114 | BPD  | Bizkaia-Durango        |
| 115-120 | TOG  | Fassa Bortolo-Servetto |
| 121-126 | FCL  | Forno d'Asolo-Colavita |
| 127-132 | LKT  | Lointek                |
| 133-138 | KSK  | Scappa-Speed Queens    |
| 139-144 | GCV  | Verinlegno-Fabiani     |
| 145-150 | NED  | Nazionale olandese     |
| 151-156 | RUS  | Nazionale russa        |
| 151-156 | FRA  | Nazionale francese     |
| 151-156 | SLO  | Nazionale slovena      |

## Ordine d'arrivo (Top 10)
| Pos. | Corridore         | Squadra       | Tempo    |
| ---- | ----------------- | ------------- | -------- |
| 1    | Marianne Vos      | Stichting     | 3h16'28" |
| 2    | Tatiana Guderzo   | MCipollini    | a 34"    |
| 3    | Trixi Worrack     | Specialized   | s.t.     |
| 4    | Judith Arndt      | GreenEDGE     | s.t.     |
| 5    | Emma Johansson    | Hitec Pr.     | s.t.     |
| 6    | Noemi Cantele     | BePink        | s.t.     |
| 7    | Pauline F.-Prévot | Stichting     | s.t.     |
| 8    | Emma Pooley       | AA Drink      | s.t.     |
| 9    | Karol-Ann Canuel  | Vienne        | s.t.     |
| 10   | Ashleigh Moolman  | Lotto-Belisol | a 37"    |